# 北名古屋市立熊野中学校
北名古屋市立熊野中学校（きたなごやしりつくまのちゅうがっこう）は、愛知県北名古屋市にある公立中学校。

## 概要
- 旧・西春日井郡師勝町の中学校であり、校区は熊之庄射矢重、熊之庄牛流、熊之庄大畔、熊之庄古井、熊之庄小烏、熊之庄城ノ屋敷、熊之庄十二社、熊之庄堤下、熊之庄東出、熊之庄西出、熊之庄細長、熊之庄宮地、熊之庄山の前、熊之庄六の坪、熊之庄石原、熊之庄江川、熊之庄新宮、熊之庄登り戸、熊之庄八幡、熊之庄屋形、熊之庄村上、鹿田合田（一部）、鹿田坂巻、鹿田清水（一部）、鹿田神明附、鹿田廻間、鹿田北長野、鹿田東花之木、鹿田竹之宮、鹿田次輪、鹿田西花之木、六ツ師松葉、六ツ師宮西、六ツ師女夫越、薬師寺である[1]。
- 校名は、かつてこの地域に存在した西春日井郡熊之庄村[注釈 1]及び、校区の熊野神社[注釈 2]にちなむ。

## 沿革
- 1981年（昭和56年）
  - 4月1日 - 師勝町立師勝中学校から分離し、師勝町立熊野中学校として開校。
  - 4月4日 - 開校式を行う。
  - 6月29日 - プールが完成する。
- 1982年（昭和57年）1月20日 - 体育館が完成する。
- 2006年（平成18年）3月20日 - 師勝町、西春町が合併し、北名古屋市が発足。同時に北名古屋市立熊野中学校に改称する。

## 交通アクセス
- 名鉄犬山線徳重・名古屋芸大駅下車、徒歩約18分。
  - 直線距離では名鉄犬山線大山寺駅が近いが、途中で五条川があり、大きく迂回することとなる。

## 周辺施設
- 名古屋芸術大学東キャンパス
- 北名古屋市立師勝中学校
- 北名古屋市立師勝北小学校
- 北名古屋市立師勝西小学校
- 北名古屋市立師勝東小学校
- 北名古屋市立薬師寺保育園
- 岩倉市立南部中学校
- ポッカサッポロ名古屋工場